# L-клетка
L-кле́тки — эндокринные клетки кишечника, относящиеся к апудоцитам и входящие в состав гастроэнтеропанкреатической эндокринной системы.

## Локализация
L-клетки располагаются в слизистой оболочке подвздошной и толстой кишок. L-клетки — наиболее многочисленные эндокринные клетки кишечника.

## Функции
Основные функция L-клеток — секреция пептидных гормонов энтероглюкагона (синоним: глюкагоноподобный пептид-1); аббревиатуры ГПП-1 или GLP-1) и пептида YY. L-клетки являются клетками открытого типа, они контактируют с просветом кишки и воспринимают информацию от соседних клеток и иных структур кишки, от медиаторов и модуляторов, в том числе, доставляемых кровотоком.

### Пептид YY
L-клетки продуцируют пептид YY эндокринно (в кровоток) или паракринно, непосредственно в клетки-мишени, через клеточные отростки. Главными стимуляторами секреции пептида YY являются жиры, а также углеводы и желчные кислоты химуса, поступающего в тонкую кишку из желудка. Также стимулятором выделения пептида YY является гастрин-рилизинг пептид. Основным эффектом пептида YY является замедление желудочной, желчной и панкреатической секреции, а также уменьшение моторной активности ЖКТ, что способствует более длительному нахождению переваренной пищи в кишечнике. Явление замедления продвижения химуса при достижении им подвздошной и толстой кишок называется «подвздошным тормозом».

### Глюкагоноподобный пептид-1
Глюкагоноподобный пептид-1 стимулирует первую фазу секреции инсулина и увеличивает глюкозозависимую секрецию инсулина.
Секреция ГПП-1 L-клетками регулируется нервными и эндокринными сигналами, которые инициируются поступлением пищи в желудок, а также прямым воздействием пищи на L-клетки. Существует проксимально-дистальная петля регуляции ответа L-клеток на компоненты химуса. Этим обусловлен двухфазный механизм секреции ГПП-1. Первая фаза секреции ГПП-1, длительностью 15—30 минут, возникает под влиянием гормональных и нервных факторов. Вторая, длительностью 30—60 минут, стимулируется прямым контактом компонентов химуса с L-клетками.
Проглюкагон в L-клетках и в альфа-клетках поджелудочной железы происходят от одного гена и в обеих клетках осуществляется трансляция идентичной мРНК. Однако посттрансляционный процессинг в этих двух клетках различен, результатом чего в альфа-клетках образуется глюкагон, а в L-клетках — ГПП-1, обладающие противоположными свойствами.